# Adelolophus
Adelolophus hutchisoni
Genre
Espèce
Adelolophus est un genre éteint de dinosaures ornithopodes de la famille des hadrosauridés (« dinosaures à bec de canard »), classé par ses inventeurs dans la sous-famille des Lambeosaurinae. Il a vécu à la fin du Crétacé supérieur, durant le Campanien inférieur à moyen, il y a environ 78 Ma (millions d'années).

## Étymologie
Le nom de genre Adelolophus est formé des mots du grec ancien Adelo / άδηλο, « inconnu » ou « incertain » et lophos / λοφος « crête », et l'épithète spécifique hutchisoni rend hommage au Dr. Howard Hutchison qui a découvert le fossile de l'animal.

## Découverte
Son fossile a été découvert dans le membre supérieur de la formation géologique de Wahweap dans le comté de Garfield en Utah (États-Unis), dans un niveau stratigraphique, le Campanien inférieur et moyen, qui ne fournit que très peu d'hadrosauridés. Il a été considéré par ses inventeurs comme le plus ancien lambéosauriné connu.
Les restes de l'holotype, UMPC 152028, sont limités à un os maxillaire dont l'apparence rappelle celle d'autres Lambeosaurinae. Ils ont été trouvés en compagnie de fossiles d'un autre hadrosauridé, un saurolophiné du genre Acristavus, un cératopsien (Diabloceratops), un tyrannosauridé (Lythronax), ainsi que des ankylosauridés et pachycéphalosauridés non décrits. Cette faune se complète de poissons et de tortues d'eau douce.

## Validité
Ce fossile très partiel n'est pas reconnu par tous les paléontologues comme un lambéosauriné et d'autres fossiles seraient nécessaires pour sa validation,.